# Mellemolen
De Mellemolen is een spinnenkopmolen, heeft als functie poldermolen, en werd gebouwd in 1849.
De windmolen was eerst bekend als de Polslootpoldermolen en stond in Akkrum. In 2004 werd de molen verplaatst. Bij de herbouw aan de oostelijke oever van Het Deel bij het veerpontje werd de molen gedeeltelijk gewijzigd. Ook kreeg de molen een nieuwe naam.
De andere molen aan het Deel, twee kilometer zuidelijker en op de westelijke oever, is de Grevensmolen.